# Ваня Петкова

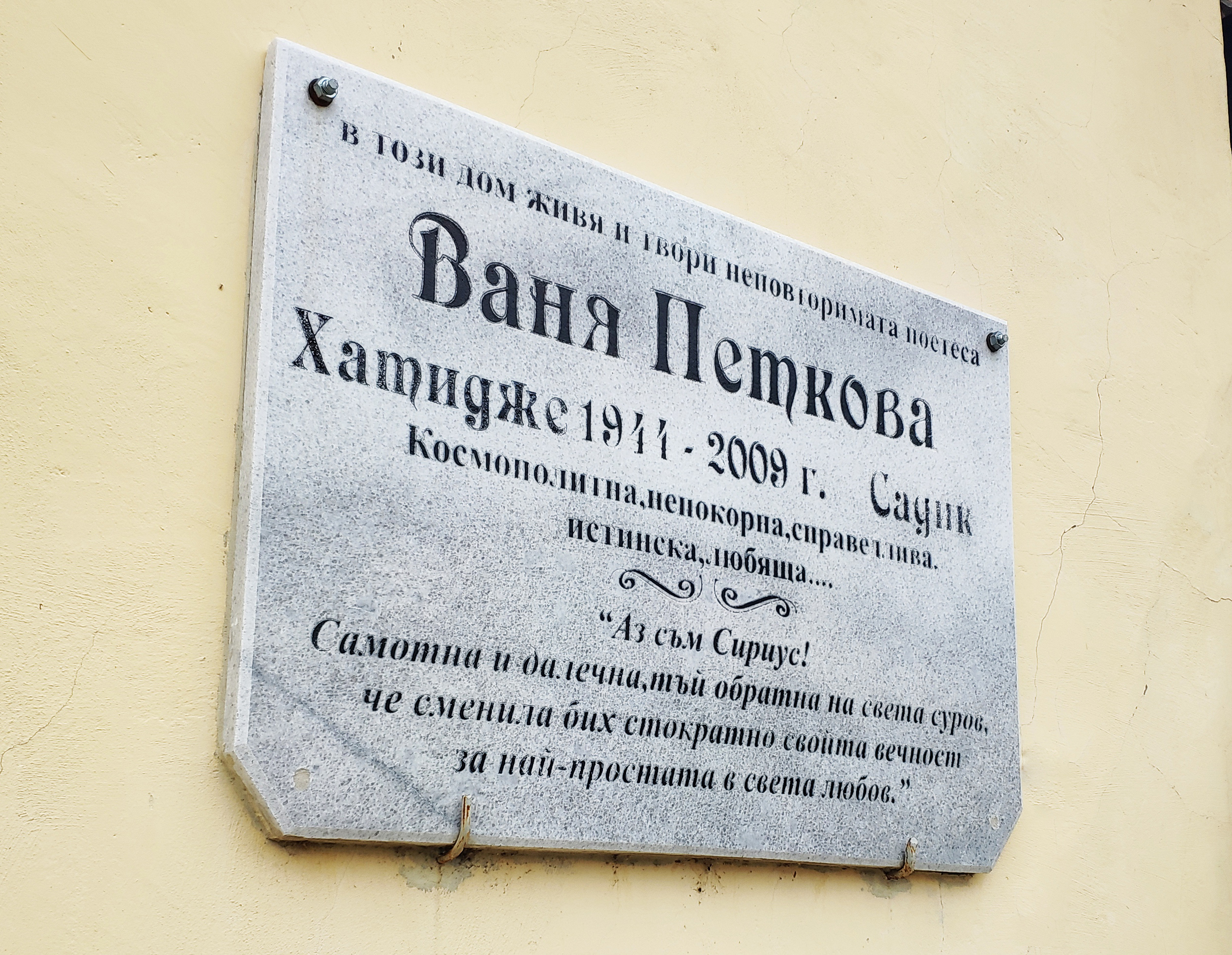
Плита в память Вани Петковой, село Езерово, г. Первомай, в доме поэтессы

Ваня Петко́ва (имя при рождении: Ива́на Петро́вна Петко́ва; более известная в России и Украине под именем Валя Петко́ва, либо Валя Садик) — болгарская поэтесса черкесско-украинского и греческого происхождения, автор 34-х поэтических сборников, 6-и романов, писатель, полиглот, литературовед и переводчица с русского, украинского, арабского, армянского, сербского, немецкого, испанского и французского языков. Член Союза болгарских писателей, Союза переводчиков Болгарии и Союза болгарских журналистов. Поэзия Петко́вой переведена и опубликована на тринадцати языках, включая японский, армянский и арабский.
В 1967 году Петкова окончивает факультет славянской филологии Софийского университета «имени Св. Климента Охридского», а в 1974 году, во время своей параллельной дипломатической карьеры в качестве культурного представителя Болгарии на Кубе, Петкова получает специализацию испанского языка в Институте иностранных языков имени «Хосе Марти» в Гаване. Близкими друзьями В. Петко́вой среди коллег и артистов являлись Евгений Евтушенко, Валентин Распутин, Булат Окуджава, Дамян Дамянов и Николас Гильен.
Ваню Петко́ву часто называют «самой космополитичной» персоной болгарской литературы, как за её знание семи языков, и произведений, которых читают на пяти континентах, так и из-за её смешанного происхождения.

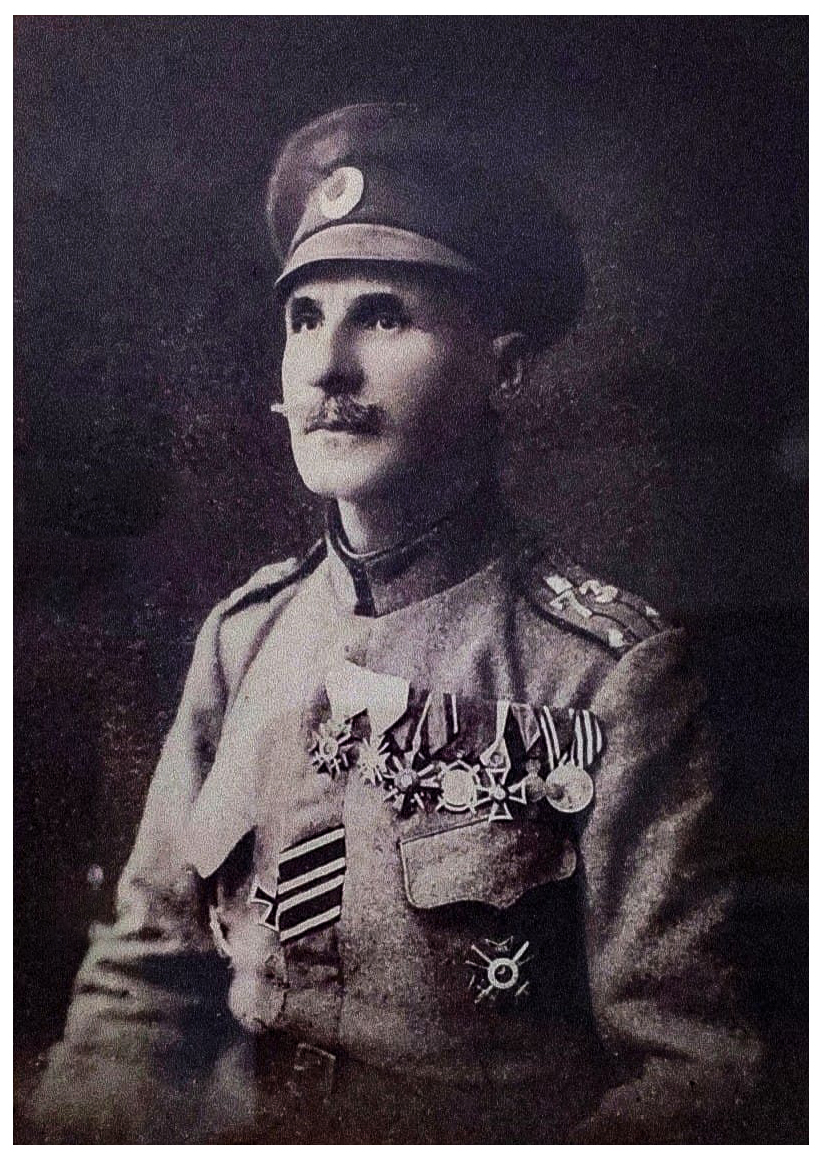
Дед Вани Петковой — белогвардейский генерал Иван Искандеров. Покидает Россию в начале гражданской войны 1917 года.

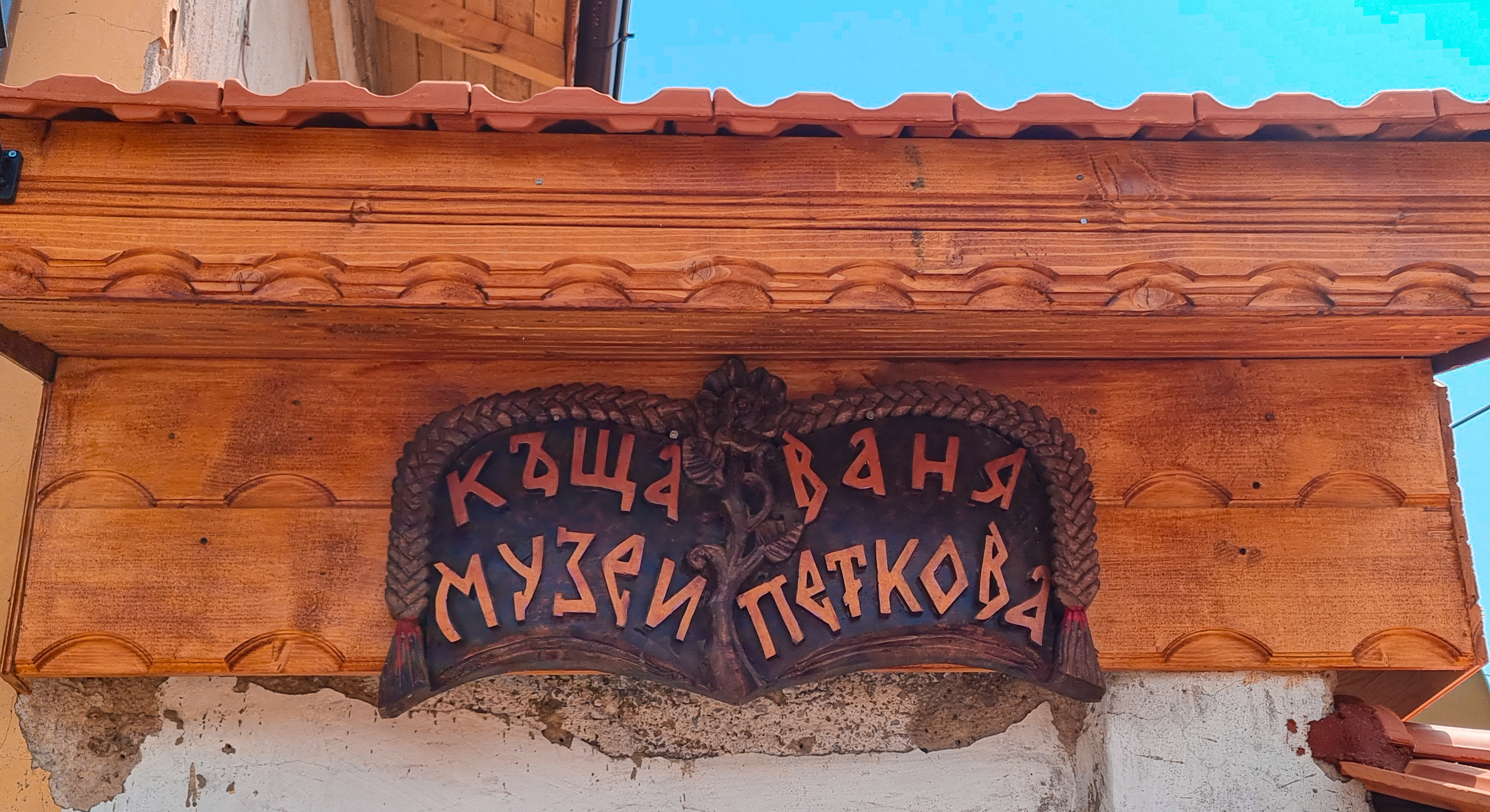
Дом-музей Вани Петковой в селе Езерово, область Первомай, горы Родопы.

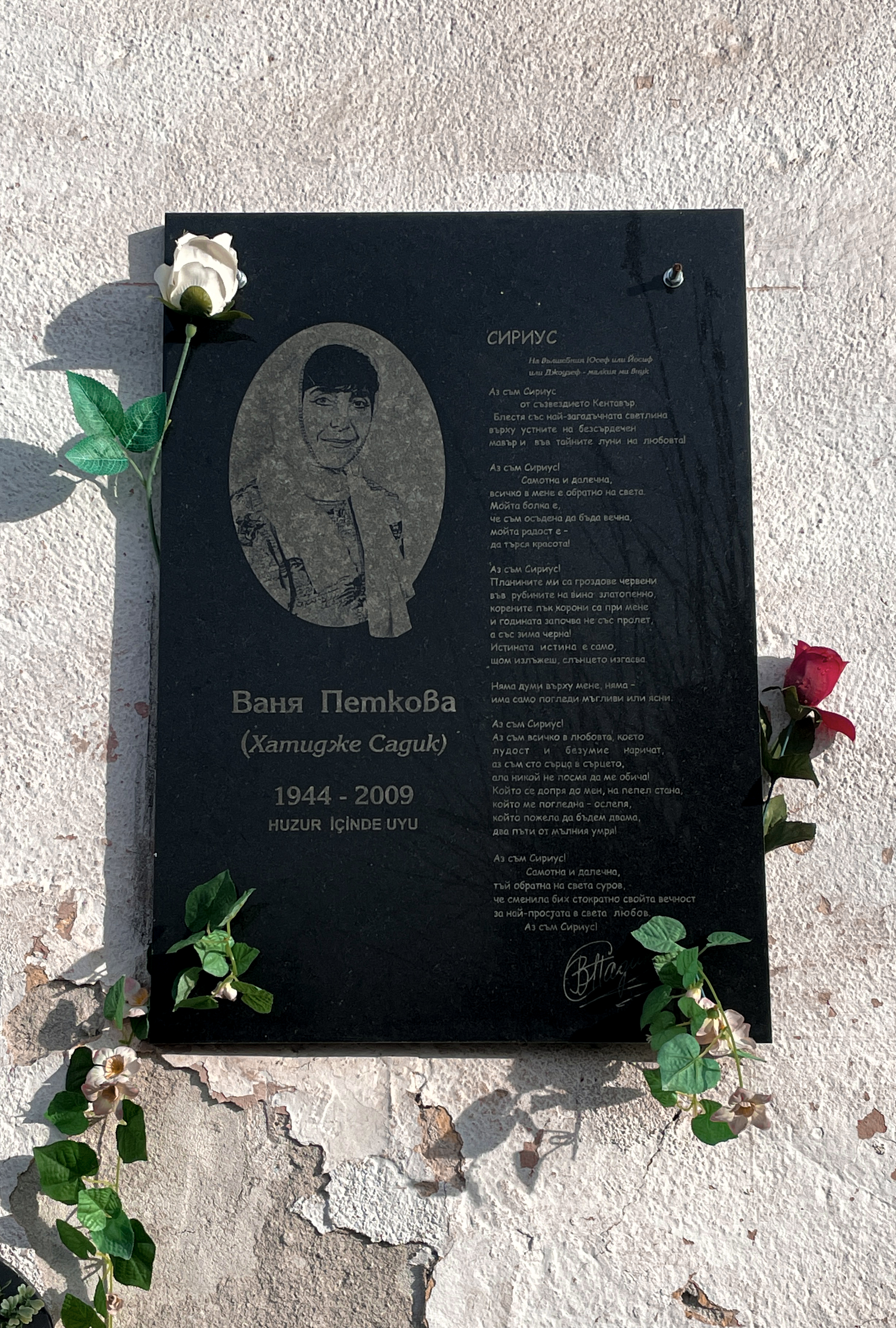
Мемориальная плита со стихотворением «Сириус» В. Петковой на заборе дома поэтессы в селе Езерово, муниципалитет Первомай, Болгария.

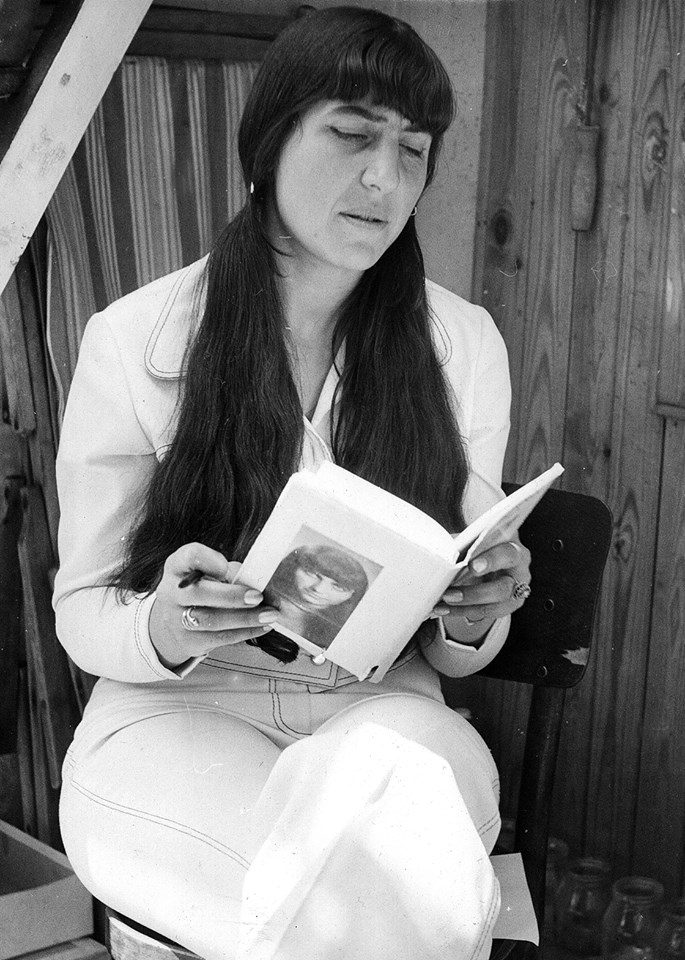
Ваня Петкова читает свою книгу «Грешница», 1967 г.

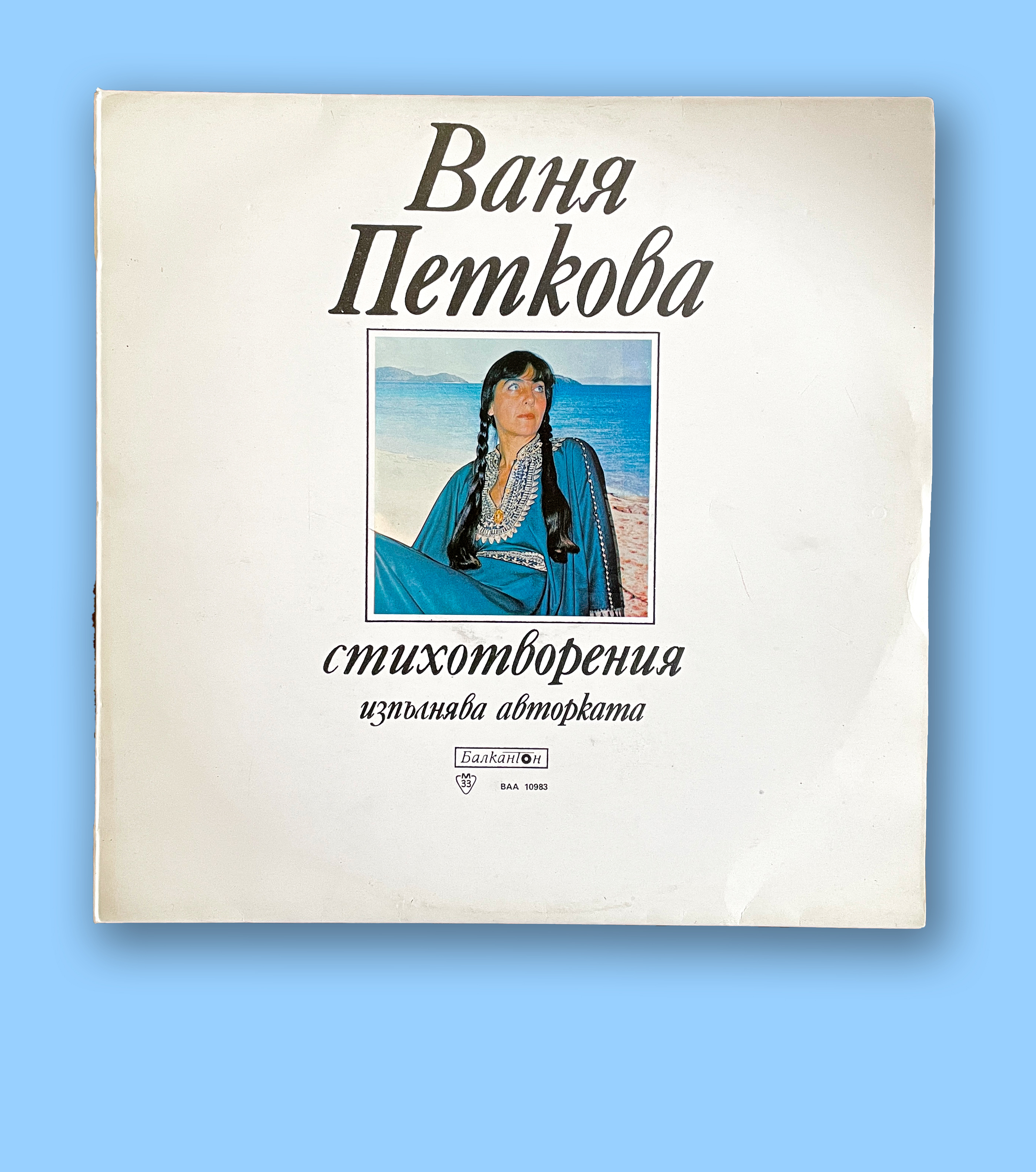
Пластинка «Ваня Петкова: Стихотворения», с авторским исполнением поэтессы. Балкантон, 1982 г.

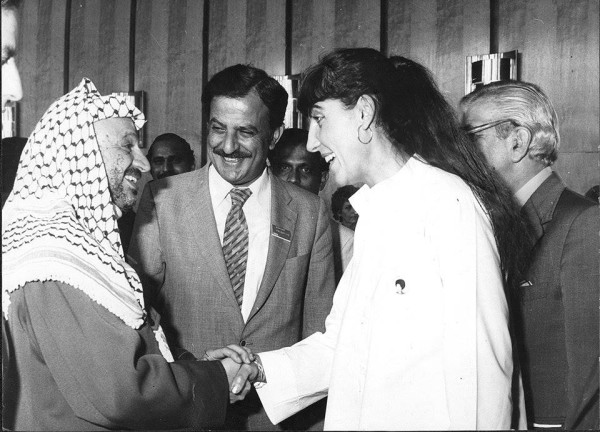
Болгарская поэтесса Ваня Петкова с палестинским лидером и лауреатом Нобелевской премии Ясером Арафатом

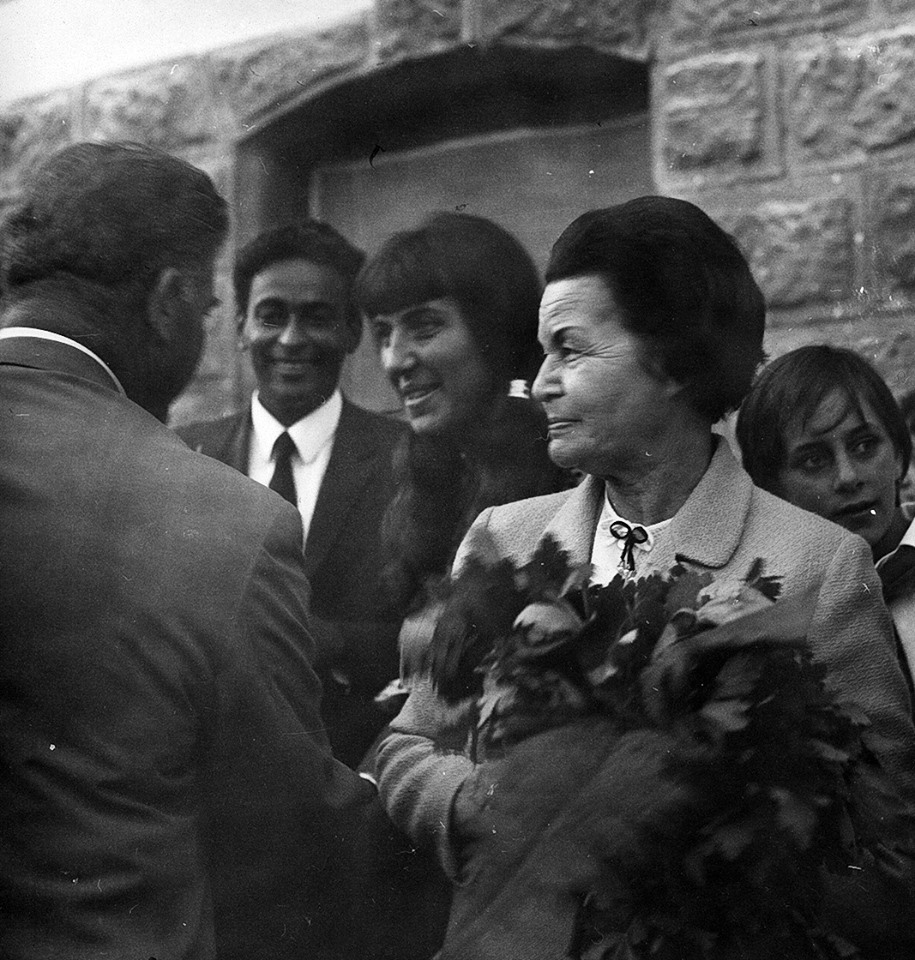
Ваня Петкова с супругом Нури Садиком (в середине), и Елисаветой Багряной (справо) на официальной встрече иностранной делегации в 1968 г.

## Биография и творчество

### Происхождение
Ваня Петко́ва родилась в болгарской столице Софии, 10 июля 1944 года, в семье сына белогвардейских мигрантов Пе́тко Петко́ва, с настоящим именем Пётр, и портной Василиссы — болгарка греческого происхождения. Отец Петра Петко́ва и дед Вани Петко́вой — Иван Искандеров, был белогвардейским генералом русско-черкесского происхождения, в службе у императора Николая II. В 1917 г., во время гражданской войны, Иван покидает Россию со свей супругой Анастасией Житской — украинской графиней в изгнании. По приезде в Болгарию они меняют имена и фамилии, и поселяются в старой болгарской столице Велико Тырново.
С другой стороны, мать Вани, Василка, с настоящим именем Василисса, дочь гречанки Ольги, потерявшей родителей в детстве во время Балканской войны, а позже была удочерена болгарской семьёй. Василисса и Пётр дают своей дочери имя Ивана, в честь её деда Ген. Ивана Искандерова. Именно благодаря этим фактам Ваню Петко́ву часто называют самой космополитичной персоной болгарской литературы. Белогвардейская история её семьи позже послужила дополнительным препятствием в карьере молодой поэтессы, восходящей во времена коммунистического режима в Болгарии. С 1994 по 1997 года, Петко́ва живёт в городе Одесса, Украина, а в конце 90-х годов она возвращается в Болгарию.

### Творчество
Литературный дебют Петко́вой состоялся в 1959 году, когда был опубликован её первый стих в газете «Средношкольное знамя», а в 1965 году выходит первый сборник стихов В. Петко́вой под названием «Солёные ветра». В 1967 году Петкова окончивает факультет славянской филологии Софийского университета «Св. Климент Охридский». В 1974 году, во время своей параллельной дипломатической карьеры, в качестве культурного представителя Болгарии на Кубе, Петкова получает специализацию испанского языка в Институте иностранных языков имени «Хосе Марти» в Гаване. С 1966 по 1968 год, она работает редактором журнала «Славейче», а с 1970 по 1973 год — редактором внешнего отдела газеты «Литературный фронт». Петко́ва работает в качестве переводчика в Посольстве Болгарии в Хартуме с 1965 по 1966 год, где знакомится со своим будущим супругом, Нури Садик-Ораби — доктор наук нубийского происхождения, за которого она выходит замуж год спустя, в Болгарии. В 1967 году у них рождается дочь, которую называют Ольгой-Жаклин, в честь её прабабушки, гречанки Ольги, и Жаклин Кеннеди. В том же 1967 году выходят сборники стихов Вани Петковой «Пули в песке», «Грешница», и «Притяжение» .
После выхода в 1967 году сборника стихов «Грешница», книга была подвергнута цензуре и изъята из книжных магазинов Болгарии из-за её основного стихотворения «Грешница», а именно из-за фразы «Вот така я — грешница. Говорю то, что думаю, и губы сладко целую я, те, которые хочется. И очи цвета орешника, и озёра лазурного, буду черпать безудержно дном пока не закончатся». На более позднем этапе коммунистическая партия сняла запрет, книга вышла без цензуры, а Ваня Петко́ва вошла в историю с 800-ми успешно-проведёнными сольными выступлениями в Болгарии и за рубежом, два из которых она провела в самолёте советской авиакомпании «Аэрофлот» в 1982 году во время полёта из Софии в Москву, и обратного из Москвы в Софию, с чем стала первым и единственным поэтом в мире, и была выдвинута на номинацию в Книгу рекордов Гиннесса.
Помимо перевода своих личных литературных произведений, Ваня Петкова успешно пользовалась своими знаниями семи языков для перевода и редактирования ряда зарубежных авторов, таких как Евгений Евтушенко, Махмуд Дарвиш, Дмитрий Павличко, Низар Каббани и др., а в 1968 г., Петкова издала антологию «Современные арабские поэты» на болгарском языке. В 1982 году, самая крупная болгарская компания звукозаписи «Балкантон» выпустила пластинку Вани Петковой с авторским исполнением поэтессы на фоне музыки. Среди менее-известных фактов об авторе остаётся её вклад в болгарское образование и науку, в качестве автора первого, второго, и третьего свитка учебников по литературе «Темы и рефераты по литературе» для 11-го и 12-го классов, которыми пользуются ученики болгарских школ по сей день. Ваня Петкова является автором текстов ряда известных болгарских песен, в том числе «Дискотека» группы «Трик» с ведущим солистом Этьеном Леви, «Любовь Юнги» Маргарет Николовой, и символического гимна армянской общины Болгарии «Армянские глаза», с оригинальной композицией Хайгашота Агасяна. В качестве признательности за вклад в укрепление болгаро-армянских культурных отношений, Петкова была удостоена званием «Почётный гражданин города Ереван» в Армении. В 1991 году имя Вани Петковой было официально внесено в «Американскую энциклопедию континентальных женщин-писателей», среди единственных двух болгарских поэтесс Благи Димитровой и Елизаветы Багряны, а в 2005 г. она была удостоена национальной литературной премией «имени Георгия Джагарова».
В 2009 году, через неделю после выхода её нового сборника стихов «Пиратские стихи», посвящённого американскому киноактёру Джонни Деппу, Ваня Петкова ушла из жизни после внезапного сердечного приступа. 26 апреля 2009 года, поэтесса скончалась в больнице города Первомай, Пловдивской области, и была похоронена в Центральном Софийском кладбище.
В 2010 г., в годовщину смерти Петковой, Посольство Армении в Болгарии организовало выпуск нового сборника стихов поэтессы «Армянская песня», на болгарском и армянском языках, в память Вани Петковой. Одиннадцать лет спустя, в 2021 г., внук поэтессы, актёр и режиссёр Джозеф Аль-Ахмад, переиздал последний сборник стихов своей бабушки «Пиратские стихи», в городе Лос Анджелис, США, на английском языке.
Последние года жизни, с 2000 по 2009 год, Петкова провела в своём доме в селе Езерово, Первомайского региона Болгарии, который на сегодняшний день является символическим музеем её творчества.

## Признание посмертно
Дом-музей Вани Петко́вой — одной из главных достопримечательностей села Езерово в болгарских горах Родопы является дом-музей Вани Петковой, в котором поэтесса провела последние девять лет жизни. Именно в Езерово были написаны последние литературные произведения Петковой.
Дом-музей находится в самом начале села с мемориальной доской, даренной муниципалитетом города Первомай. О доме заботится дочь поэтессы Вани Петковой, журналист Ольга Аль-Ахмед. В августе 2021 года, Посольство Палестины в Болгарии передало дому-музею небольшой уличный фонтан с украшениями, который размещён с внешней стороны забора, вместе с мемориальной плитой со стихотворением «Сириус» В. Петковой.
Памятник войнам-освободителям по завещанию Вани Петко́вой — После кончины В. Петковой, помимо завещания, её семья обнаружила рукописную записку, которая со слов её дочери гласит: «Восстановить памятник русским войнам-освободителям и болгарским партизанам в селе Белая Река!».
Спустя почти тринадцать лет, завещание В. Петковой было выполнено. В 2022 г., был восстановлен памятник штабс-капитану Александру Здановичу второй гвардейской кавалерийской дивизии генерала Иосифа Гурко в болгарском селе Бяла река (рус. Белая Река). Торжественное открытие памятника состоялось 18 января 2022 года.
Переиздание «Пиратских стихов» в Лос-Анджелесе, США — 10 июля 2021 года, в день рождения В. Петковой, младший внук автора, Джозеф Аль-Ахмад, переиздал её последний прижизненный сборник стихов «Пиратские стихи» в Лос-Анджелесе, штате Калифорнии. Книга посвящена американскому актёру Джонни Деппу. Перевод с болгарского на английский выполнен Джозефом Аль-Ахмадом и Снежаной Соколовой, за исключением двух стихотворений, написанных автором непосредственно на английском языке, которые были взяты из оригинального издания поэтического сборника. На обложке нового издания можно увидеть цитату великого американского писателя армянского происхождения Уильяма Сарояна:
«Well, I definitely feel younger now!», или «Я чувствую себя помолодевшим!», фразу, которую Сароян сказал Ване Петковой перед своим болгарским коллегой Божидаром Божиловым, после короткого литературного выступления В. Петковой на международном семинаре поэтов в Софии, на котором Сароян присутствовал. В своём последнем предисловии, которое можно найти в «Пиратских стихах», В. Петкова пишет:
«Стихи мои, почему назвала их „пиратскими“? Потому, что все они украдены из скудных минут счастья и радости моей бурной жизни. Моя поэзия родилась не в тёплой постели или на ковре перед компьютером. Моя поэзия родилась между пощёчинами и боями, между пистолетами и ножами, между преследованиями и побегами, между наручниками и пинками, между приключениями в пустынях Сирии и Судана, между полётами, падениями, пароходами и лошадьми, между бандитами и проститутками, между жестокими детьми и неблагодарными любимыми, между небом и землёй, между жизнью и смертью… Рождённая пиратами, я жила как пират, и пиратство у меня в крови» — Ваня Петко́ва